# Alcantarilla
Alcantarilla è un comune spagnolo di 41 084 abitanti situato nella comunità autonoma di Murcia: costituisce un'enclave nel capoluogo.